# Þorbjörn Vífilsson
Þorbjörn Vífilsson (Thorbjorn, n. 950) foi um víquingue e colonizador de Laugarbrekka, Snæfellsnes na Islândia. Era filho de Vífill Ketilsson. Surge na saga de Érico, o Vermelho como aliado de Eiríkr Þorvaldsson em disputa contra Þorgestur Steinsson. Casou-se com Hallveig Einarsdóttir (n. 956) e dessa relação nasceu Guðríðr Þorbjarnardóttir, a qual viria a tornar-se mulher de Thorfinn Karlsefni. Emigrou para Gronelândia onde estabeleceu uma propriedade em Herjolfsness. Mais tarde navega para  Eiríksfjord e funda um assentamento em Stokkanes. O seu barco fora utilizado por Thorsteinn Eriksson (primeiro marido de Guðríður) na sua expedição à Vinlândia e mais tarde viria a ser usado pelo próprio Thorfinn Karlsefni.